# عدم تنسج الجلد الخلقي
عدم تنسج الجلد الخلقي هو عيب خلقي يتمثل في غياب الجلد في مواضع معينة من جسد المولود، وقد يكون جزءاً من متلازمة كمتلازمة باتو ومتلازمة جوهانسون-بليزارد ومتلازمة آدامز أوليفر ومتلازمة وولف - هيرشيرون.

## الأعراض
تصيب موضع واحد من الرأس في 70% من الحالات، لكنها قد تظهر في مناطق أخرى، ويختلف حجم المنطقة المصابة من 0,5 سم إلى 10 سم.
وقد يكون عدم التنسج سطحياً يصيب طبقة البشرة فقط، ويلتئم مبكراً قبل ولادة الطفل تاركاً ندبة، أو عميقاً يصيب الأدمة أيضاً، وقد يمتد للنسيج تحت الجلد، أو يسبب تقرحاً للجمجمة.
أما عدم تنسج الجلد الغشائي فهو وجود غشاء أبيض يغطي عيباً في الجمجمة، وقد يكون مصحوباً بعيب الأنبوب العصبي في صورة قيلة دماغية أو سحائية، تشخص بالموجات فوق الصوتية؛ إذ يظهر جزء من نسيج المخ خارج الجمجمة.

## عوامل الخطر
- عوامل جينية: قد يظهر مع عيوب أخرى في الجلد كالوحمات
- العوامل الماسخة (المشوهة): كالأدوية والمواد الكيميائية
- خلل في تكون الجلد في الجنين
- تمزق الأغشية الجنينية المبكر
- عدم تنسج الجلد الخلقي في الأطراف السفلية قد يكون مصحوباً بمتلازمة التوأم المتلاشي

وهي في العموم ظاهرة نادرة، ولا يوجد عرق أو جنس معين عرضة للإصابة أكثر من سواه.

## التشخيص

### التحاليل المعملية
لا توجد تحاليل معينة خاصة بعدم تنسج الجلد الخلقي، لكن يعد ارتفاع مستوى ألفا فيتو بروتين في دم الأم والسائل السلوي، وكذلك ارتفاع أستيل كولين استراز في السائل السلوي من العلامات المبكرة لعدم تنسج الجلد.

### الأشعة
نادراً ما يحتاج عدم تنسج الجلد الخلقي غير المصحوب بعيوب خلقية أخرى لتصوير وأشعات، لكن في حالة إصابة فروة الرأس يجب إجراء أشعة لفحص عظم الجمجمة والأنسجة الرخوة والأوعية الدموية، كالتصوير بالرنين المغناطيسي والتصوير بالموجات فوق الصوتية.

### فحص الجلد بالميكروسكوب
تختلف النتائج بحسب عمق الإصابة ومدتها.

## العلاج
أسلوب العلاج يعتمد على عمق وحجم وموضع الإصابة ووجود عيوب خلقية أخرى مصاحبة لها.

### الأدوية
علاج موضعي كالمواد المطهرة والمراهم الملطفة، وقد تستخدم المضادات الحيوية فقط في حالة ظهور علامات لعدوى شديدة.
ونادراً ما يتطلب علاجاً آخر؛ لأن التآكل والقرح غالباً ما تلتئم تلقائياً.

### الجراحة
إذا كانت الإصابة كبيرة الحجم.

## المضاعفات
- نزيف شرياني
- عدوى
- التهاب السحايا
- جلطة في الجيب السهمي العلوي
- قد يؤدي إلى الوفاة في حالة الإصابات الكبيرة المصحوبة بعيوب في العظام: بسبب عدوى في الجهاز العصبي المركزي أو نزيف من الجيب السهمي[7]